# 松陰信彦
松陰 信彦（まつかげ のぶひこ）は日本の録音技師。日本映画・テレビ録音協会会員。日本アカデミー賞協会会員。立命館大学映像学部教授。

## 主な作品

### 映画
| 公開年 | 作品名                                                 | 監督                     |
| ------ | ------------------------------------------------------ | ------------------------ |
| 1985年 | 夢千代日記（助手）                                     | 浦山桐郎                 |
| 1986年 | 道（助手）                                             | 蔵原惟繕                 |
| 1987年 | 吉原炎上（助手）                                       | 五社英雄                 |
| 1988年 | 華の乱（助手）                                         | 深作欣二                 |
| 1989年 | 社葬（助手）                                           | 舛田利雄                 |
| 1989年 | 悲しきヒットマン（助手）                               | 一倉治雄                 |
| 1990年 | 女帝 春日局 （助手）                                   | 中島貞夫                 |
| 1990年 | 流転の海 （助手）                                      | 齋藤武市                 |
| 1991年 | 動天（助手）                                           | 舛田利雄                 |
| 1991年 | 陽炎 （助手）                                          | 五社英雄                 |
| 1991年 | 福沢諭吉 （助手）                                      | 澤井信一郎               |
| 1991年 | 真夏の少年                                             | 野村惠一                 |
| 1991年 | 極道戦争 武闘派 （助手）                               | 中島貞夫                 |
| 1992年 | 寒椿（助手）                                           | 降旗康男                 |
| 1993年 | 新極道の妻たち 覚悟しいや（助手）                      | 山下耕作                 |
| 1993年 | わが愛の譜 滝廉太郎物語（助手）                        | 澤井信一郎               |
| 1994年 | 新極道の妻たち 惚れたら地獄（助手）                    | 降旗康男                 |
| 1994年 | 東雲楼 女の乱（助手）                                  | 関本郁夫                 |
| 1995年 | 極道の妻たち 赫い絆（助手）                            | 関本郁夫                 |
| 1996年 | 極道の妻たち 危険な賭け（助手）                        | 中島貞夫                 |
| 1996年 | わが心の銀河鉄道 宮沢賢治物語（助手）                  | 大森一樹                 |
| 1997年 | 京極真珠                                               | 佐藤訪米                 |
| 1998年 | プライド 運命の瞬間（助手）                            | 伊藤俊也                 |
| 1999年 | おもちゃ（助手）                                       | 深作欣二                 |
| 2000年 | 長崎ぶらぶら節 （助手）                                | 深町幸男                 |
| 2001年 | 千年の恋 ひかる源氏物語 （助手）                       | 堀川とんこう             |
| 2003年 | 魔界転生                                               | 平山秀幸                 |
| 2005年 | 男たちの大和/YAMATO                                    | 佐藤純彌                 |
| 2007年 | 憑神                                                   | 降旗康男                 |
| 2007年 | 茶々 天涯の貴妃                                        | 橋本 一                  |
| 2008年 | みんな、はじめはコドモだった「イエスタデイワンスモア」 | 大森一樹                 |
| 2013年 | 利休にたずねよ                                         | 田中光敏                 |
| 2014年 | 幕末高校生                                             | 李闘士男                 |
| 2015年 | 劇場版 神戸在住                                        | 白羽弥仁                 |
| 2015年 | 海難1890                                               | 田中光敏                 |
| 2016年 | 時代劇は死なず ちゃんばら美学考                        | 中島貞夫                 |
| 2019年 | エリカ38                                               | 日比遊一                 |
| 2021年 | 名も無い日                                             | 日比遊一                 |
| 2022年 | 魚の目                                                 | ますだあやこ・板野侑衣子 |
| 2025年 | 事実無根                                               | 柳 裕章                  |

### テレビ
| 放送   | 作品名                                                        | 監督       |
| ------ | ------------------------------------------------------------- | ---------- |
| 1987年 | 太閤記 (助手）                                                | 岡本喜八   |
| 1992年 | 六つの離婚サスペンス 埋没社員                                 | 松尾昭典   |
| 1992年 | 昭和最後のダンディー ディック・ミネと四人の妻たち             | 吉川一義   |
| 1992年 | 町奉行日記 (助手）                                            | 工藤栄一   |
| 1996年 | 女優Ｘ 伊澤蘭奢の生涯 (助手）                                 | 澤井信一郎 |
| 2003年 | 太閤記 サルと呼ばれた男                                       | 鈴木雅之   |
| 2010年 | お母さんの最後の一日                                          | 新城毅彦   |
| 2011年 | 松本清張ドラマスペシャル 砂の器                               | 藤田明二   |
| 2012年 | 松本清張没後20年特別企画ドラマスペシャル 波の塔               | 佐々部清   |
| 2014年 | テレビ朝日開局55周年記念ドラマスペシャル 宮本武蔵             | 兼﨑涼介   |
| 2015年 | 阪神・淡路大震災20年・サンテレビジョン開局45周年記念 神戸在住 | 白羽弥仁   |
| 2016年 | 実録ドラマスペシャル 女の犯罪ミステリー 福田和子 整形逃亡15年 | 藤岡浩二郎 |
| 2017年 | 大江戸事件帖 美味でそうろう 2                                 | 濱 龍也    |
| 2017年 | 日曜ワイド 電卓刑事                                           | 濱 龍也    |

## 主な受賞
- 第30回日本アカデミー賞 最優秀録音賞（2006年度、『男たちの大和/YAMATO』）[1]
- 第31回日本アカデミー賞 　優秀録音賞（2007年度、『憑神』）
- 第37回日本アカデミー賞 　優秀録音賞（2013年度、『利休にたずねよ』）[2]
- 第39回日本アカデミー賞 最優秀録音賞（2015年度、『海難1890』）[3]